# Szepietowo (stacja kolejowa)
Szepietowo – stacja kolejowa pasażersko – towarowa położona w centrum miasta Szepietowo, w powiecie wysokomazowieckim, w województwie podlaskim, w Polsce. Według klasyfikacji PKP ma kategorię dworca lokalnego. 

## Ruch pasażerski[4]
| Rok  | Wymiana pasażerska na dobę |
| ---- | -------------------------- |
| 2017 | 500-699                    |
| 2018 | 500-699                    |
| 2019 | 500-699                    |
| 2020 | 300-499                    |
| 2021 | 300-499                    |
| 2022 | 300-499                    |
| 2023 | 300-499                    |

## Opis
Pasażerska część stacji składa się z 3 niskich peronów: bocznego peronu 1 o długości 145 metrów oraz wyspowych peronów 2 i 3 o długości 293 metrów. Dostęp do peronu 2 możliwy jest przejściami naziemnymi z peronu 1 lub z kładki umiejscowionej w pobliżu zachodniego krańca peronu wzdłuż ulicy Przemysłowej, natomiast dostęp do peronu 3 – jedynie przejściami naziemnymi z peronu 2.
Między peronami a wchodzącą w skład drogi krajowej nr 66 ulicą Mazowiecką znajduje się budynek dworca z 1864 roku. Na wschód od dworca, między torami a ulicą, zlokalizowano parking wraz ze stanowiskami dla autobusów i postojem taksówek.
Ruchem na stacji kierują dwie nastawnie: dysponująca "Sp" znajdująca się przy wschodniej głowicy stacji oraz wykonawcza "Sp1" przy zachodniej. Naprzeciwko peronów znajduje się plac ładunkowy.

## Połączenia
Na stacji kolejowej zatrzymują się pociągi spółki PKP Intercity, kategorii IC i TLK, kursujące między Warszawą a Białymstokiem i w relacjach dalszych (m.in. Suwałki, Gdynia, Kraków, Żywiec, Jelenia Góra).
Od 2009 roku jest to krańcowa stacja dla pociągów osobowych Polregio z Białegostoku. Przedtem stacja obsługiwała także pociągi osobowe w relacjach Białystok – Małkinia, Białystok – Warszawa Wileńska czy też Białystok – Warszawa Zachodnia.

## Modernizacja
10 lutego 2020 roku PKP S.A. podpisały umowę na przebudowę dworca w Szepietowie za kwotę 5 mln zł. W jej ramach budynkowi ma zostać przywrócony historyczny wygląd. Zakończenie prac przewidziano na I kwartał 2021 roku.
26 czerwca 2020 roku PKP Polskie Linie Kolejowe podpisały umowę na modernizację odcinka linii kolejowej nr 6 Czyżew – Białystok prowadzoną w ramach projektu Rail Baltica. Prace mają potrwać do 2023 roku. W związku z ograniczoną przepustowością linii kolejowej spowodowanej modernizacją od 30 sierpnia 2020 r. niektóre pociągi osobowe Polregio zostały zastąpione autobusową komunikacją zastępczą, której pojazdy zatrzymują się na przydworcowym parkingu.